# Salamander
Salamander este o companie de retail de încălțăminte din Germania.
Compania comercializează pantofi, genți, și accesorii, atât sub numele de Salamander cât și sub alte branduri de top.
Salamander deține peste 200 de magazine în întreaga lume, cele mai multe locații fiind deschise în Germania, Ungaria, Franța, Polonia, Austria, Cehia și Rusia.
Salamander aparține din aprilie 2005 grupului germano-chinez de ceasuri și bijuterii EganaGoldpfeil, un partener oficial al companiilor Joop, Esprit, Junghans, Puma și Cerruti 1881.
Număr de angajați în 2007: 1.500

## Istorie
Compania a fost înființată în 1885, de un cizmar evreu pe nume Sigle, în orașul Kornwestheim, Germania. În 1891, un reprezentant de vânzări evreu sa devenit asociat a companiei care a fost numită "J. Sigle und Cie". Deja în 1897, compania avea 125 de angajați. La începutul secolului al XX-lea, firma a primit o comandă mare de la Rudolf Moos, comerciant evreu de pantofi, care ulterior a devenit co-proprietar. În 1905, a fost creată firma Salamander-Schuhgesellschaft mbH, în care Sigle și Moos dețineau câte 50% din capital.

## Indicatori economici
- Volumul producției: peste 8 milioane perechi de încălțăminte pe an
- Vânzări: peste 700 milioane dolari, profit net aproximativ 6 milioane dolari pe an
- Numărul de personal: peste 7 mii de persoane (la sfârșitul anilor 1980).

Compania are 11 fabrici, din care 8 în Germania, filiale în Elveția, Austria și Franța, aproximativ 100 de magazine specialitate în afara Germaniei.